# Chiesa e convento di San Francesco (Salvador)
La chiesa e convento di San Francesco (in portoghese: Igreja e Convento de São Francisco) è un complesso religioso del quartiere storico di Pelourinho, a Salvador di Bahia, situato nel Largo do Cruzeiro de São Francisco che confina col Terreiro de Jesus, la piazza della cattedrale. La chiesa di San Francesco, con la ricchezza dei decori dorati del primo Settecento, è considerata uno dei capolavori dell'arte barocca in Brasile. Il complesso, che comprende un grande convento con molti ambienti monumentali, è integrato dagli attigui chiesa e convento del Terz'Ordine Francescano, che si visitano a parte.

## Storia

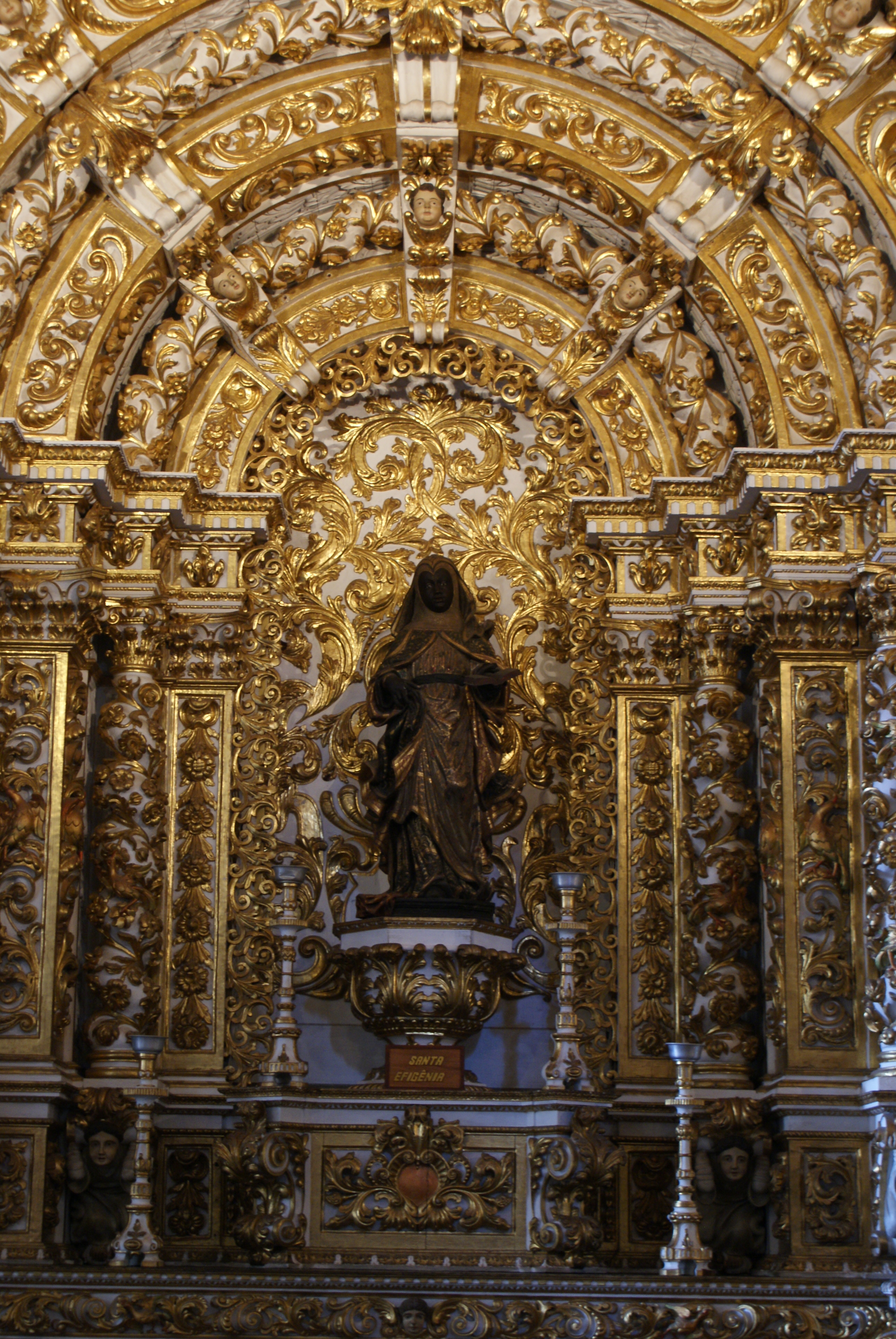
Altare di Sant'Ifigenia

Nel 1587 i primi francescani si stabilirono nello Stato di Bahia, installandosi in una serie di casette attorno a una primitiva, semplice cappella nella città alta di Salvador, in quello che poi nel XVIII secolo sarebbe diventato il quartiere di Pelourinho. Questo primo cenobio era situato a lato dell'attuale chiesa, più o meno dove si trova oggi la portineria d'accesso.
Nel 1591 venne avviata la costruzione di un primo convento, di modeste dimensioni. Un secolo dopo, nel 1686, il consistente aumento della popolazione di frati rese necessaria la ricostruzione del convento, la cui prima pietra venne posta quell'anno. Qualche anno dopo si avviò anche la costruzione della nuova chiesa, nel 1708, con i lavori conclusi nel 1723, anche se la decorazione interna poté dirsi terminata solo nel 1750.
Negli stessi anni si metteva mano all'attiguo convento e alla chiesa del Terzo ordine, dotata di una facciata in stile manuelino nel corso del XVIII secolo: tale facciata, coperta da intonaco nel XIX secolo, fu riscoperta solo negli anni trenta del Novecento, e rimessa in luce con lavori protrattisi per 9 anni.

## Descrizione
La facciata imponente, con due campanili, domina il largo di San Francesco. Le maioliche bianche delle torri furono aggiunte nel 1805. Al centro un'elaborata serie di volute addolcisce lo schema a capanna del prospetto. Porte e finestre dai colori vivaci movimentano le mura esterne del complesso.

### Portineria
Si accede al complesso dal vano della Portineria, risalente agli anni 1749-1755. Qui, dove si insediarono i primi francescani di Salvador, un ciclo di otto pitture del 1782 ricorda scene di vita contemplativa di quei primi frati. La volta è decorata da una grande pittura su legno con l'Apoteosi della Vergine, con scorci prospettici arditi, rari nella pittura devozionale delle colonie.
Un piccolo altare è qui dedicato a san Francesco. Da qui si può accedere ad alcuni piccoli ambienti, tra cui la Sala capitolare.

### Chiostro

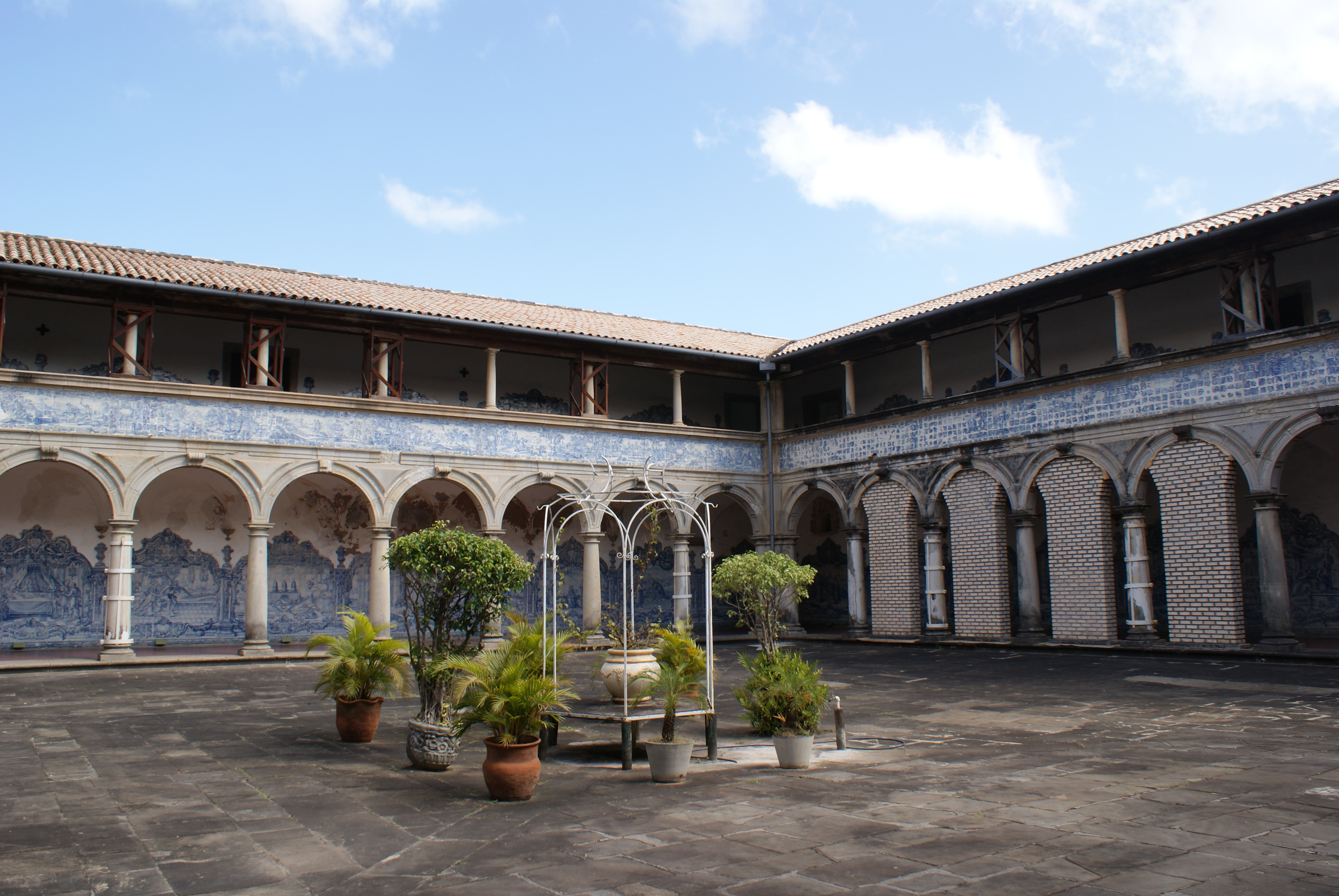
Il chiostro

Avviato nel 1729 e completato nel 1794, il chiostro è noto per il ciclo di azulejos proveniente dal Portogallo e databile al 1743-46. Tradizionalmente riferito a un'offerta di re Giovanni V, è composto da 37 pannelli con scene moraleggianti, ispirate alle stampe del fiammingo Otto van Veen (1608), con epigrafi esplicative in latino, derivate da sentenze di Orazio.
Il secondo piano del chiostro è pure maiolicato, con scene di caccia, pesca, paesaggi, allegorie dei cinque sensi, dei mesi e dei continenti.

### Sala capitolare
la Sala capitolare ha un altare consacrato alla Madonna della Salute, che conserva numerose reliquie di santi. Un ciclo di pitture, dalle ricche cornici barocche, ha come oggetto le invocazioni delle Litanie alla Vergine.

### Sagrestia
Tra chiostro e chiesa si trova la sagrestia, decorata da intagli del francescano fra' Luis detto il Tornitore, che scolpiva il pregiato legno di jacarandà nella prima metà del XVIII secolo. Sue sono anche molte delle decorazioni della chiesa. 
In sagrestia la copertura del soffitto è spartita in 48 riquadri dipinti, con al centro lo stemma dell'Ordine Francescano. L'altare barocco, tra due colonne tortili di jacarandà, è decorato da una pregevole scultura di Cristo in avorio. Fra' Luis è autore delle colonne e dei due grandi armadi. Alle pareti un ciclo di maioliche portoghesi mostra scene di cacce e pesca. 
Azulejos si trovano anche nell'atrio tra sagrestia e chiesa, con scene bibliche, mentre il soffitto è decorato da un dipinto di Cristo risorto. Da qui si può accedere anche al piano superiore del chiostro, attraverso lo scalone monumentale, che ha un corrimano in pietra decorato alle estremità da mascheroni.

### Chiesa

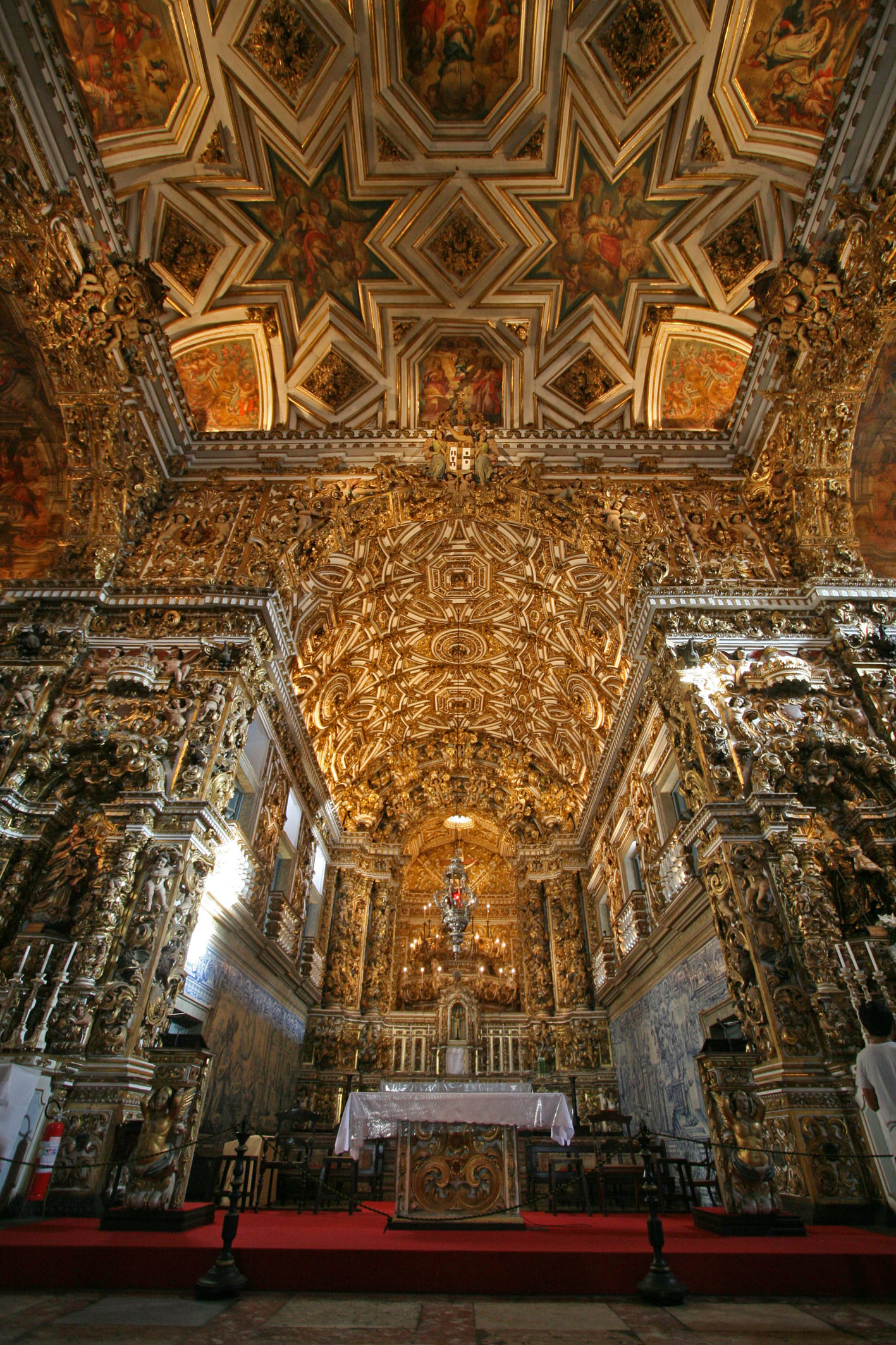
Interno della chiesa di San Francesco

Capolavoro del barocco coloniale in America Latina, la chiesa di San Francesco è completamente rivestita all'interno di talha dourada, con una profusione di linee mosse che si propaga senza interruzione fino al soffitto, dalle linee più rettilinee.
Vicino all'entrata sulla piazza, pannelli di maioliche bianche e azzurre rivestono le pareti, con scene della vita di san Francesco. Le due acquasantiere a pila in pietra furono offerte da don Giovanni V. Sopra si trova il coro dei monaci, sostenuto da possenti colonne in pietra. Seggi e leggio sono importanti lavori in jacarandà di fra' Luis de Jesus. Qui si trovano anche otto tele dipinte a olio, di autori sconosciuti. Al centro della grata del coro, un crocifisso scolpito. 
La navata unica ha un soffitto riccamente decorato, con lo stemma francescano alla sommità dell'arcone.
Le cappelle laterali, completamente rivestite di intagli, cono opera spesso di fra' Luis, con grate in jacarandá di suo fratello laico. A destra si trovano le cappelle di San Benedetto, di San Pietro d'Alcantara (con la statua del santo sull'altare considerata il capolavoro dello scultore baiano Manuel Inácio da Costa (1790), e di San Giuseppe, con l'altare di San Luigi di Tolosa alla testata del transetto.
Nel presbiterio si trova a destra della cappella maggiore quella di Sant'Antonio, con un'altra statua attribuita al da Costa: qui, fino al 1907, poteva fare offerte solo il Tenente Colonnello dell'esercito.
La cappella maggiore ha un pavimento in pietra intarsiata alla maniera "alcatifa", montato dopo essere stato eseguito in Portogallo nel 1738. Le maioliche alla pareti continuano le scene della vita di san Francesco, e furono eseguite a Lisbona da Bartolomeo Antunes nel 1737. Sull'altare una statua di San Francesco che abbraccia il Crocifisso, opera del baiano Pietro Ferreira (1930), che si ispirò a un celebre dipinto di Murillo. Il lampadario argenteo è del 1758.
Segue la cappella dell'Immacolata Concezione, con un'altra scultura riferibile a Manuel Inácio da Costa. Al lato sinistro del transetto l'altare della Madonna della Pietà, che deve il nome a una venerata statua dell'artista baiano Antônio de Sousa Paranhos, del 1843.
Sul lato sinistro, continuando in senso antiorario, si incontrano dal presbiterio le cappelle di Sant'Anna, Santa Lucia e Santa Ifigenia.